# 엘리시안 강촌
엘리시안 강촌(엘리시안 江村)은 강원특별자치도 춘천시 남산면에 있는 스키장, 골프장, 콘도 시설을 갖춘 대규모 종합 위락시설이다.

## 부대시설
- 스키장
- 엘스위트 콘도미디엄
- 강촌 컨트리클럽(골프장)
- 나인플러스 클럽(골프장)
- 레스토랑/바
- 야외수영장

## 철도
- ● 수도권 전철 경춘선 백양리역